# Serengeti-Park
Koordinaten: 52° 44′ 44″ N, 9° 37′ 0″ O
Der Serengeti-Park ist ein Tier- und Freizeitpark in Hodenhagen in Niedersachsen. Der Park hat 2000 Tiere, über 100 Attraktionen, Fahrgeschäfte und verschiedene Shows sowie ein Resort mit Übernachtungsmöglichkeiten. Als Zoo ist er Mitglied in den Vereinigungen VdZ und EAZA. 2009 erhielt der Park durch das niedersächsische Kultusministerium die Zertifizierung als außerschulischer Lernort im Bereich „Bildung für nachhaltige Entwicklung“. Mit einer Größe von 220 Hektar und jährlich knapp 750.000 Besuchern ist er der größte Safaripark Europas.

## Geschichte
1972 hatte der Unternehmer Charlie Stein die Idee, exotische Tiere in der nördlichen Hemisphäre zu halten. Aus dieser Idee heraus entstanden Tierparks in Montreal (heute Parc Safari), New Jersey (heute Six Flags Great Adventure), Birmingham (heute West Midland Safari & Leisure Park), Yokohama (heute Fuji Safari Park), Tilburg (Safaripark Beekse Bergen) und Hodenhagen. Paolo Sepe fungierte als Leiter der zoologischen Einrichtungen, die unter dem Namen „Wild Animal Kingdom“, eine Tochtergesellschaft der Stein-Holding, liefen. Grundlegend unterschied sich das Konzept der Parks von gewöhnlichen Zoos. Es wurden Safaris mit Tierauslauf angeboten. Außerdem sollten sich die Parks ohne Zuschüsse tragen können. Abgerundet wurde das Freizeitprogramm durch ein paar Karussells. Bei der Eröffnung der Anlage 1974 betrugen die Investitionen etwa 20 Millionen D-Mark.
1982 übernahm – nach dem Konkurs der amerikanischen Betreibergesellschaft – der damalige Serengeti-Park-Geschäftsführer Paolo Sepe den Hodenhagener Park als Eigentümer. Seit 1983 wurde der Park immer weiter saniert, wodurch mit der Zeit neben der Tierwelt (Serengeti-Safari genannt) auch die Dschungel-Safari mit über 200 Affen und die Abenteuer-Safari entstanden.
1996 gelang dem Serengeti-Park die weltweit erste Auswilderung eines in Europa gezüchteten Breitmaulnashorns: Der Nashornbulle Kai wurde in den namibischen Etosha-Nationalpark gebracht.
Im Jahr 1997 übernahmen Paolo Sepes Kinder Veronica und Fabrizio Sepe, gemeinsam mit ihrem Cousin Giovanni, in zweiter Generation die Geschäftsführung des Serengeti-Parks.
2001 startete die erste Dschungel-Safari-Tour. 2004 erhielt der Serengeti-Park die unbefristete Genehmigung als zoologischer Garten nach der aktuellen EU-Richtlinie 99/22/EG gemäß § 45 des Niedersächsischen Landesnaturschutzgesetzes und auf der Basis des LANA-Gutachtens. 2006 wurde Boubou, das erste afrikanische Elefantenbaby Norddeutschlands seit 30 Jahren, geboren. 2007 wurden die Safari-Lodges eröffnet. 2009 erhielt der Serengeti-Park durch das Niedersächsische Kultusministerium die Zertifizierung als außerschulischer Lernort im Bereich „Bildung für nachhaltige Entwicklung“. 2010 wurde die Aqua-Safari, eine Fahrattraktion mit originalen Florida-Airbooten, eingeweiht. 2011 starb Charly, das bis dahin mit 53 Jahren älteste Breitmaulnashorn der Welt, welches unter kontrollierten Bedingungen in Menschenobhut gehalten wurde.
2014 feierte der Serengeti-Park sein 40-jähriges Jubiläum und das Resort wurde um 40 Masai-Mara-Lodges erweitert. Die Hütten in afrikanischem Stil sind um eine eigene Tieranlage gebaut, auf der unter anderem Giraffen und Antilopen leben. 2015 wurde die Black-Mamba-Jetboot-Attraktion eingeweiht. 2016 wurden neue Lodges gebaut und die Quad-Safari eröffnet.
Zum 1. April 2017 wurde Fabrizio Sepe durch die Übernahme der Firmenanteile seiner Schwester zum alleinigen Inhaber des Parks und leitete ab da die Serengeti-Park Hodenhagen GmbH als Geschäftsführer gemeinsam mit Giovanni Sepe. In diesem Jahr wurden auch die Serengeti-Interactives gestartet. Zusätzlich wurde die Indoor-Safari für Schlechtwettertage eröffnet.
2018 wurde die Jurassic-Safari erbaut und die Speedboot-Attraktion (Splash-Safari) eröffnet.
2019 zogen Erdmännchen und Kängurus in den Park und die Eiszeit-Safari wurde eröffnet.
Seit Oktober 2020 ist Fabrizio Sepe alleiniger Geschäftsführer des Parks.
2021 gab der Serengeti-Park bekannt, dass er einen ausrangierten Airbus A310 von der Bundeswehr erworben habe, der zum Restaurant umgebaut und im Sommer 2022 im Bereich der Masai-Mara-Anlagen eröffnet werden sollte. Das Flugzeug war bei Evakuierungsmaßnahmen aufgrund des Vormarsches der Taliban in Afghanistan noch 2021 im Einsatz gewesen. Es ist 47 Meter lang und ist fast 80 Tonnen schwer. Das Flugzeug wurde nach Landung auf dem Flughafen Hannover demontiert und erste Teile wurden per Schwertransport über niedersächsische Dörfer zum Serengeti-Park gefahren. Den Transport des Flugzeugrumpfes auf der Straße lehnten die Behörden ab, weil über 200 Bäume von Rückschnitten und Schädigungen betroffen wären.
Durch das Weihnachtshochwasser 2023/2024 wurden weite Teile des Parkgeländes überflutet. Es mussten Tiere evakuiert werden, darunter Lemuren und Präriehunde. Park-Mitarbeiter und Einsatzkräfte errichteten provisorische Schutzdämme. Niedersachsens Ministerpräsident Stephan Weil besuchte den Park, um sich ein Bild von der Lage zu machen.
Am 7. November 2024 öffnete der Serengeti-Park im Winter mit dem Lichterfestival. Es wurden über 1.000 Lichterwesen angeboten, darüber hinaus gibt es verschiedene Lichterfiguren wie Dinosaurier, Meerestiere oder Fabelwesen.

## Bereiche
Der Serengeti-Park ist in drei Bereiche unterteilt: Die Serengeti-Safari (vormals Tierwelt), die Dschungel-Safari (vormals Affenwelt) und die Abenteuer-Safari (vormals Freizeitwelt).

### Serengeti-Safari

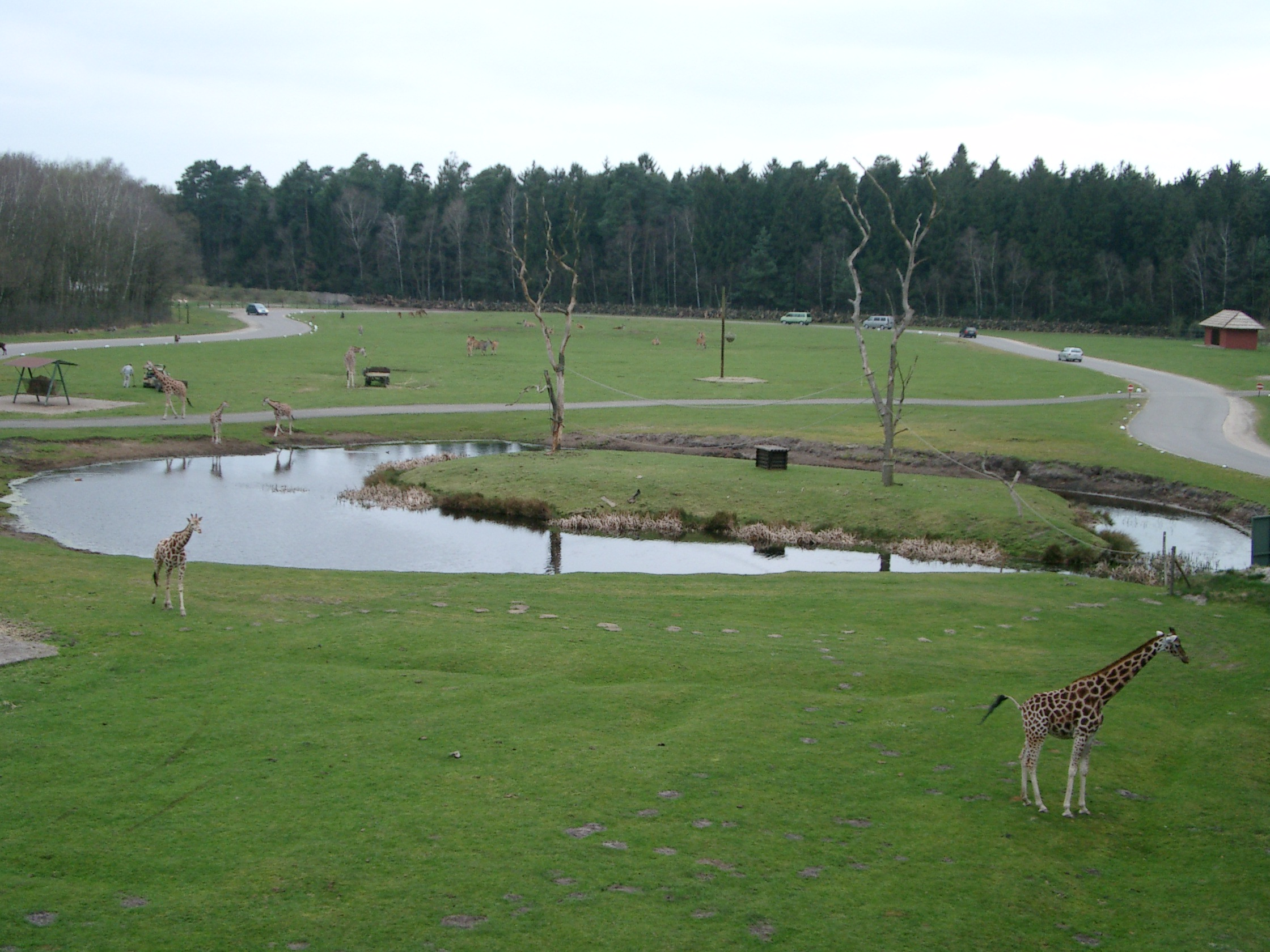
Afrikabereich im Tierland

Die 120 ha große Serengeti-Safari mit rund 1500 freilebenden Tieren kann mit dem eigenen Fahrzeug befahren werden. Alternativ können die Besucher an einer Serengeti-Busführung teilnehmen, bei der verschiedene Tiere per Fütterung nah an den Bus gelockt werden. Der Bereich ist in 16 Areale unterteilt:
- Ostafrika (Savanne): Giraffen, Ellipsen-Wasserböcke, Rappenantilopen, Südafrikanische Spießböcke, Elenantilopen, Kattas, Grüne Meerkatze, Streifengnus.
- Europa: Schottische Hochlandrinder, Damwild, Tarpane, Rothirsche (Seit 2018 ist das Aussteigen hier verboten.)
- Westafrika (Angola-Land): Litschi-Wasserböcke, Tiefland-Nyalas, Pferdeantilopen, Blessbock, Zwergflusspferde, Guerezas.
- Nordamerika (Prärie Amerikas): Wapitis, Bisons, Zwergesel.
- Australien: Wasserbüffel, Schweinshirsch, Emu, Riesenkänguru, Bennett-Känguru (seit 2023)
- Südamerika (Amazonien): Wasserschweine, Zwergzebus, Guanakos, Nandus, Flachlandtapire, Geoffroy-Klammeraffen.
- Asien (Dschungelland): Nilgauantilopen, Trampeltiere, Pater-David-Hirsche, Axishirsche, Weißhandgibbons, Hirschziegenantilopen, Hausyak
- Asien: Streifenhyäne, Sibirische Tiger
- Afrika (Königreich der Löwen): Löwen
- Asien (Land der Bengalen): Weiße Tiger
- Afrika: Somali-Wildesel (seit 2024)
- Nordafrika (Kalahari-Ebene): Mantelpaviane, Afrikanischer Strauß, Kulane, Dromedare, Mähnenspringer, Säbelantilopen, Arabische Oryx, Kordofan-Giraffen (seit 2024)
- Kenia: Geparde, Rosaflamingos.
- Südliches Afrika (Botswana): Breitmaulnashörner, Watussirinder, Steppenzebras, Strauße, Mendesantilopen
- Elfenbeintal: Pinselohrschweine, Afrikanische Elefanten (darunter Nelly, ein am 27. Dezember 2009 geborener weiblicher Elefant, der auch als Fußball-Orakel bekannt ist)
- Masai-Mara: Netzgiraffen, Weißschwanzgnus, Pferdeantilopen, Südafrikanischer Spießbock, Ostafrikanische Kronenkraniche, Helmperlhühner, Blauhalsstrauß, Husarenaffen, Weißstorch

### Dschungel-Safari
In der Dschungel-Safari leben mehr als 200 Affen in zum Teil begehbaren Gehegen und auf Inseln. Innerhalb einiger dieser Gehege befinden sich keine Absperranlagen zwischen Besuchern und Tieren, weshalb die Parkleitung davon abrät, diese mit Taschen, Rucksäcken, Regenschirmen und ungesicherten Wertsachen zu betreten.
Die Dschungel-Safari besteht aus:
- Roter Vari (begehbares Gehege)
- Katta, Weißkopfmaki (begehbares Gehege)
- Dschelada (seit 2023)
- Roter Panda und Zwergotter (seit 2023)
- Schwarzweißer Vari, Kronenmaki, Witwenpfeifgans (begehbares Gehege, seit 2023)
- Lisztaffe
- Weißgesichtseidenaffe
- Erdmännchen
- Schwarzschwanz-Präriehund, Nordamerikanischer Baumstachler (seit 2023)
- Weißschulterkapuziner
- Totenkopfaffe, Mittelamerikanisches Aguti, Weißkopfsaki, Löwenäffchen (seit 2024)
- Meerschweinchen
- Siamang
- Schimpanse, Mandrill
- Tiger, weiße Tiger
- Pinselohrschweine (seit 2024)

### Abenteuer-Safari
In der Abenteuer-Safari (früher Freizeitwelt und Wasserwelt) sind viele verschiedene Fahrgeschäfte für Kinder und Erwachsene zu finden, wie zum Beispiel die Familienachterbahn, ein Riesenrad und eine Kleinbahn. Eine „Dschungel-Safari-Tour“ in offenen Geländewagen mit Fahrer führt durch ein Spaßgelände mit künstlichen Tieren und verschiedenen Spezialeffekten. Das Serengeti-Restaurant „Manyara“ wurde 2019 neu eröffnet.
Die Abenteuer-Safari kann zu Fuß erkundet werden. In der früheren Wasserwelt findet man verschiedene Attraktionen wie eine 600 m lange Wildwasserbahn, den Kumba Twister, eine Riesenschiffsschaukel oder auch den Condor der Firma Huss. Auch werden eine Aqua-Safari mit Florida-Airboats, ein Fahrgeschäft mit Jetbooten und eine Quad-Safari angeboten. 2018 wurden die Jurassic-Safari und die Splash-Safari eröffnet. 2019 kamen die Eiszeit-Safari und der Safari-Blitz hinzu.

## Übernachtungen
Seit 2007 besteht die Möglichkeit, im Serengeti-Park zu übernachten. Dafür wurden zunächst 80 Safari-Lodges in zwei Kategorien gebaut. 2014 wurde das Beherbergungsangebot um Wohnmobilstellplätze und Lodges im afrikanischen Stil mit Blick in die Tierwelt erweitert. In den Folgejahren kamen weitere Lodges hinzu. Insgesamt verfügt der Serengeti-Park über ca. 350 Lodges und ca. 1600 Betten, womit er der größte Übernachtungsanbieter in der Südheide ist.

## Shows
Es finden täglich mehrere Shows im Serengeti-Park statt:
- Okavango-Wassershow mit den Todesspringern
- Fütterung der Menschenaffen im Amboseli-Menschenaffenreservat
- Fütterung der Raubkatzen
- Kumeka – Das Erwachen des Dschungels

## Touren
- Serengeti Bus-Safari
- Safari-Express
- VIP-Jeep-Safari
- Raubtier-Safari
- Elite-Safari
- Big-Five-Express
- Ranger-Express
- Dschungel-Safari
- Genießer-Safari
- Unimog-Safari
- VIP-Quad-Safari
- VIP-Big-Foot-Safari

## Attraktionen

### Achterbahnen
| Name              | Typ                      | Max. Höhe | Streckenlänge | Max. Tempo | Hersteller     | Eröffnung | Anmerkungen                                                                                            |
| ----------------- | ------------------------ | --------- | ------------- | ---------- | -------------- | --------- | --- |
| Batukai-Racer     | Familienachterbahn       | 13 m      | 270 m         | 50 km/h    | Technical Park | 2020      | ersetzt Chura Racer, Zugdesign in einem Nashorn                                                        |
| Gozimba           | Air-Loop                 | 25 m      | 400 m         | 40 km/h    | RES            | 2025      | Auf dem ehemaligen Platz des Sengas. Überschläge der Bahn sind Optional                                |
| Safari-Blitz-Kids | Compact Spinning Coaster | 4,3 m     | 54,9 m        | -          | SBF Visa Group | 2020      | nicht angekündete Zusatzneuheit 2020, seit 2023 umgestellt und dreht seine runden beim Jurassic Safari |

### Wasserattraktionen
| Name                   | Typ                                   | Max. Höhe | Streckenlänge | Max. Tempo | Hersteller | Eröffnung | Anmerkungen                                                                                                |
| ---------------------- | ------------------------------------- | --------- | ------------- | ---------- | ---------- | --------- | --- |
| Aqua-Safari            | Airboat                               | -         | -             | 50 km/h    | -          | 2010      | King Kong Animatronic                                                                                      |
| Black Mamba            | Jet Boats                             | -         | -             | 65 km/h    | -          | 2015      | Seit 2023 finden sich Deko-Elemente auf der Insel. Es handelt sich um die NGOKO und die Gondeln von Senga. |
| Mokora Wildwasserfahrt | Wildwasserbahn                        | 12 m      | 490 m         | -          | Mack Rides | 1994      | 1994–2014 Wildwasserfahrt                                                                                  |
| Shark Attack           | U-Boot-Rundfahrt                      | -         | -             | 65 km/h    | -          | 2024      | Nur für Lodge-Gäste befahrbar                                                                              |
| Splash Safari          | Rundfahrt mit Festrumpfschlauchbooten | -         | -             | 65 km/h    | -          | 2018      | |
| U-Boot-Safari          | U-Boot-Rundfahrt                      | -         | -             | -          | -          | 2024      | |

### Sonstige Attraktionen
| Name                      | Typ                  | Max. Höhe | Streckenlänge | Max. Tempo | Hersteller                               | Eröffnung   | Anmerkungen |
| ------------------------- | -------------------- | --------- | ------------- | ---------- | ---------------------------------------- | ----------- | --- |
| Afrika-Express            | Parkeisenbahn        | -         | -             | -          | Chance Rides                             | 1980        | 1980–2017 Wild-West-Bahn; 2020 und 2021 kein Betrieb |
| Baka Quaka                | Entenkarussell       | -         | -             | -          | Metallbau Emmeln                         | -           | –2014 Entenkarussell |
| Big-Foot-Safari           | Monstertruck-Safari  | -         | -             | -          | -                                        | 2020        | 2023 vergrößert und nutzt das Gestell des ehemaligen NGOKO-Schiffschaukel. |
| Draisine                  | Draisine             | -         | -             | -          | -                                        | -           | Mehrere Standorte gewechselt; 2023 Vom Kumba Twister in der nähe vom Safari-Blitz-Kids umgesetzt |
| Dschungel Safari          | Offroad - Expedition | -         | 3000 m        | -          | -                                        | 2002        | 2003 wurde die Strecke erweitert |
| Eiszeit Safari            | Walk-Through         | -         | -             | -          | -                                        | 2019        | IMAscore Voice Recordings & Soundtrack |
| Extinct Safari            | Walk-Trough          | -         | -             | -          | -                                        | 2024        | |
| Guru Guru Drachenbahn     | Berg- und Talbahn    | -         | -             | -          | Zierer Rides                             | -           | –2014 Drachenkarussell |
| Hatari Towers 2.0         | Walk-Through         | 30 m      | -             | -          | Reckmann/Blume & Innenausbau Klostermann | 2022        | Sky-Lounge, Ink. Sky-Loop, ein Überschlags-Fahrgeschäft an der Spitze des Turms. 2022–2024 „Hatari Towers“ |
| Indri Indri               | Schiffschaukel       | 8 m       | -             | -          | Metallbau Emmeln                         | 2023        | |
| Jambo Kinderparadies      | Karussell            | -         | -             | -          | SBF VISA GROUP                           | -           | bestückt mit einem Polypen, Apfelkarussell, Mini Avio |
| Jambo Riesenrutsche       | Wellenrutsche        | -         | -             | -          | Metallbau Emmeln                         | -           | –2014 Riesenrutsche |
| Jambo Sita                | Karussell            | -         | -             | -          | SBF VISA GROUP                           | -           | bestückt mit einem Kinderkettenkarussell, Polizeikarussell, Tassenkarussell, Convoyjeeps, Roten Baron, Walkarussell. 2022 komplett um thematisiert, neue Fahrzeuge, neu lackiert und einige Dekorationen platziert                   |
| Jeep Safari               | Rundfahrt            | -         | -             | -          | SBF VISA GROUP                           | 2016        | Seit der Saison 2019 neuer Standort in der Nähe des Kumba Twister |
| Jurassic-Safari           | Walk-Trough          | -         | -             | -          | -                                        | 2018        | IMAscore Voice Recordings & Soundtrack |
| Kumba Twister             | Typhoon              | 23 m      | -             | -          | Technical Park                           | 2012        | Die Gondel schlägt bis zu 120 Grad |
| Motokaa Autoscooter       | Autoscooter          | -         | -             | -          | SBF VISA GROUP                           | --2020-2021 | 2021 wurde die alte Anlage ersetzt durch einen moderneren Autoscooter. Die Autos wurden neu lackiert und das Bedienerhaus ist vom alten, 2019 geschlossenen Chura Racer, zudem wurde das Häuschen neu lackiert. Bis 2014 Autoscooter |
| Ozeania                   | Walk Through         | -         | -             | -          | -                                        | 2025        | ehemaliges Gelände der „Tiere der Zukunft“ |
| Paul Graetz Quad-Safari   | Quad-Safari          | -         | -             | -          | -                                        | 2016        | |
| Puto Moto                 | Riesenrad            | 33 m      | -             | -          | Nauta Bussink                            | 1992        | 1992–2014 Riesenrad |
| Samburu Moto              | Sidecar              | 3 m       | -             | -          | Technical Park                           | 2024        | |
| Serengeti-Bustour         | Rundfahrt            | -         | 10000 m       | -          | -                                        | 2002        | |
| Tembo Elefantenritt       | Karussell            | -         | -             | -          | I.E Park                                 | 1996        | 1996–2014 Elefantenflieger |
| Ukale Nostalgie-Karussell | Karussell            | -         | -             | -          | Peter Petz                               | 1992        | 1992–2014 Nostalgie-Karussell |
| Victoria Freefall         | Magic Tower          | 17 m      | -             | -          | SBF Visa GROUP                           | 2006        | |
| Woga Woga                 | Break Dance          | -         | -             | -          | Huss Rides                               | 1996        | 1996–2014 Break Dance. Stand damals, wo jetzt die Jeep-Safari steht |
| Zonga Kettenflieger       | Kettenkarussell      | -         | -             | -          | SBF Visa GROUP                           | 2006        | 2006–2014 Madagascar Kettenflieger |

Abenteuer-Safari im Serengeti-Park
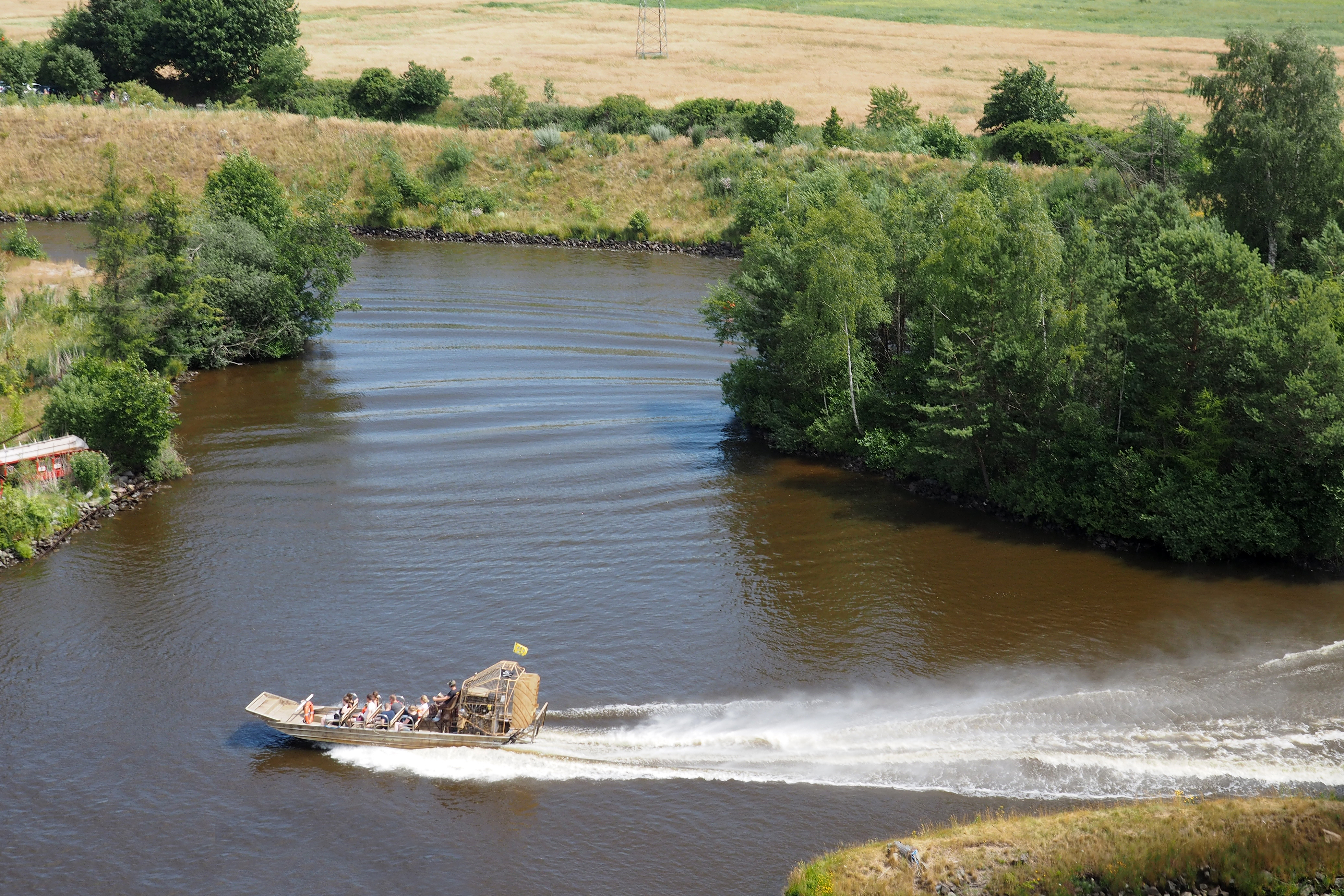
Aquasafari im Florida-Airboat
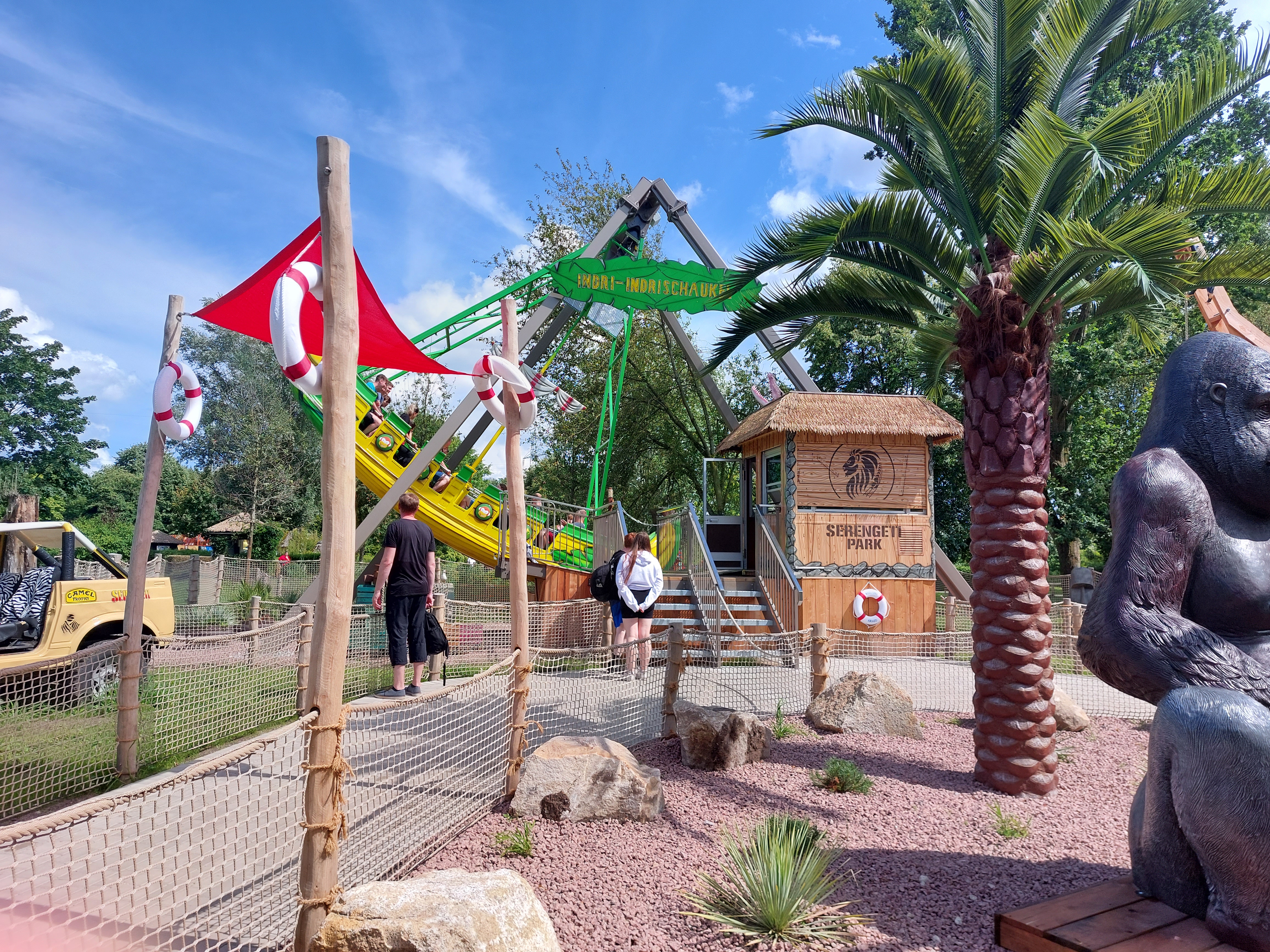
Indri Indri Schiffschaukel
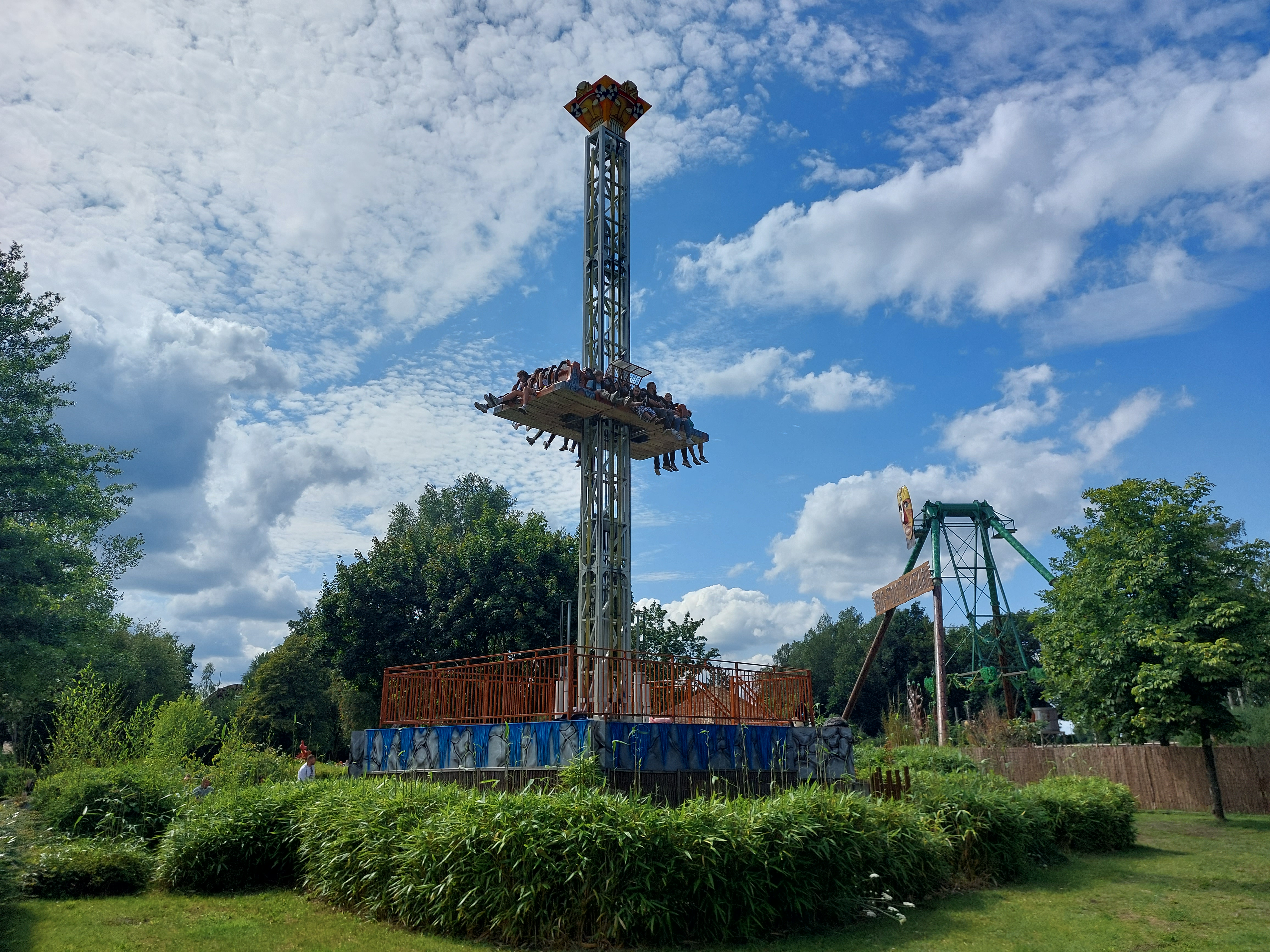
Victoria Freefall
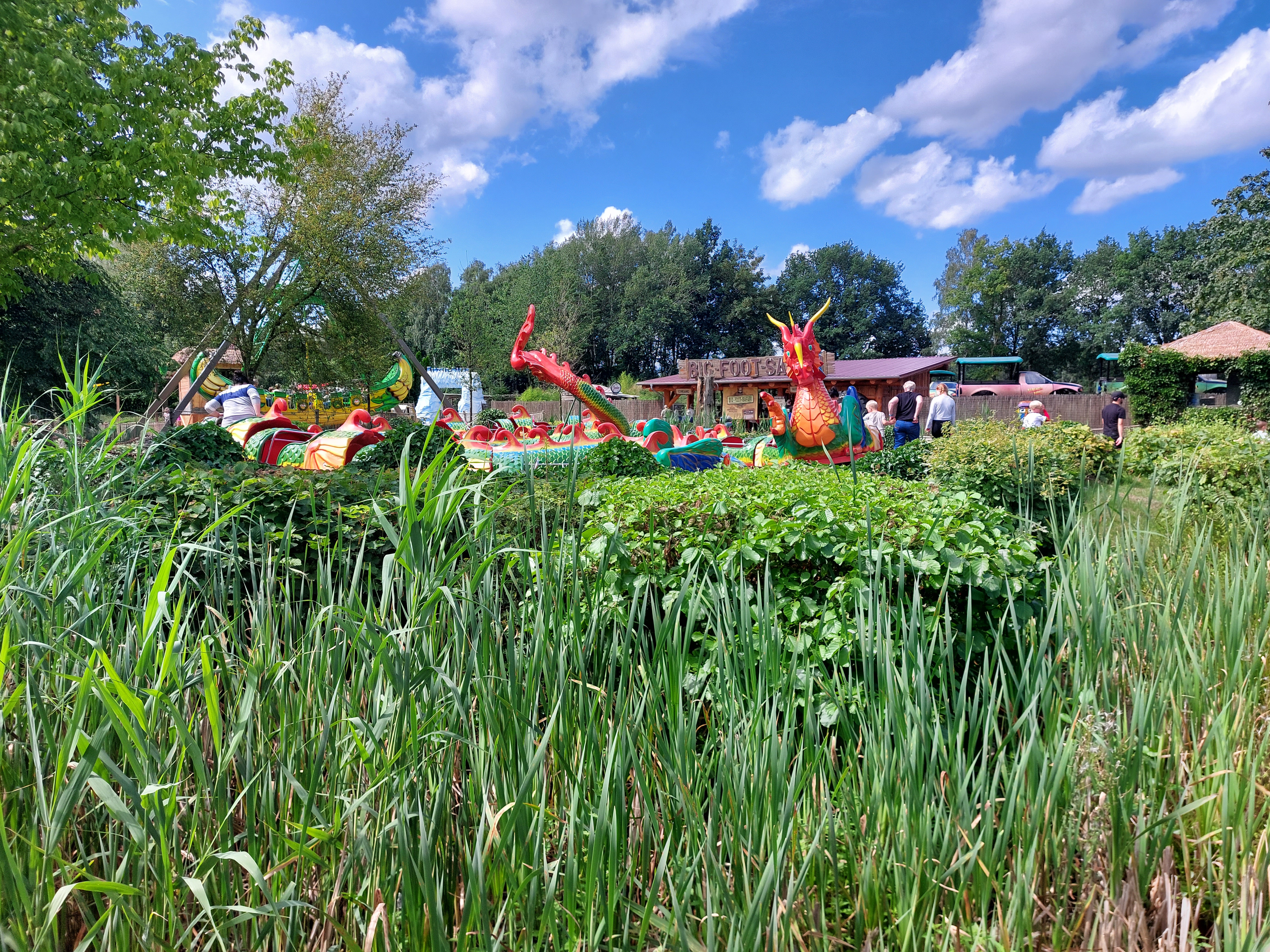
Guru Guru Drachenbahn
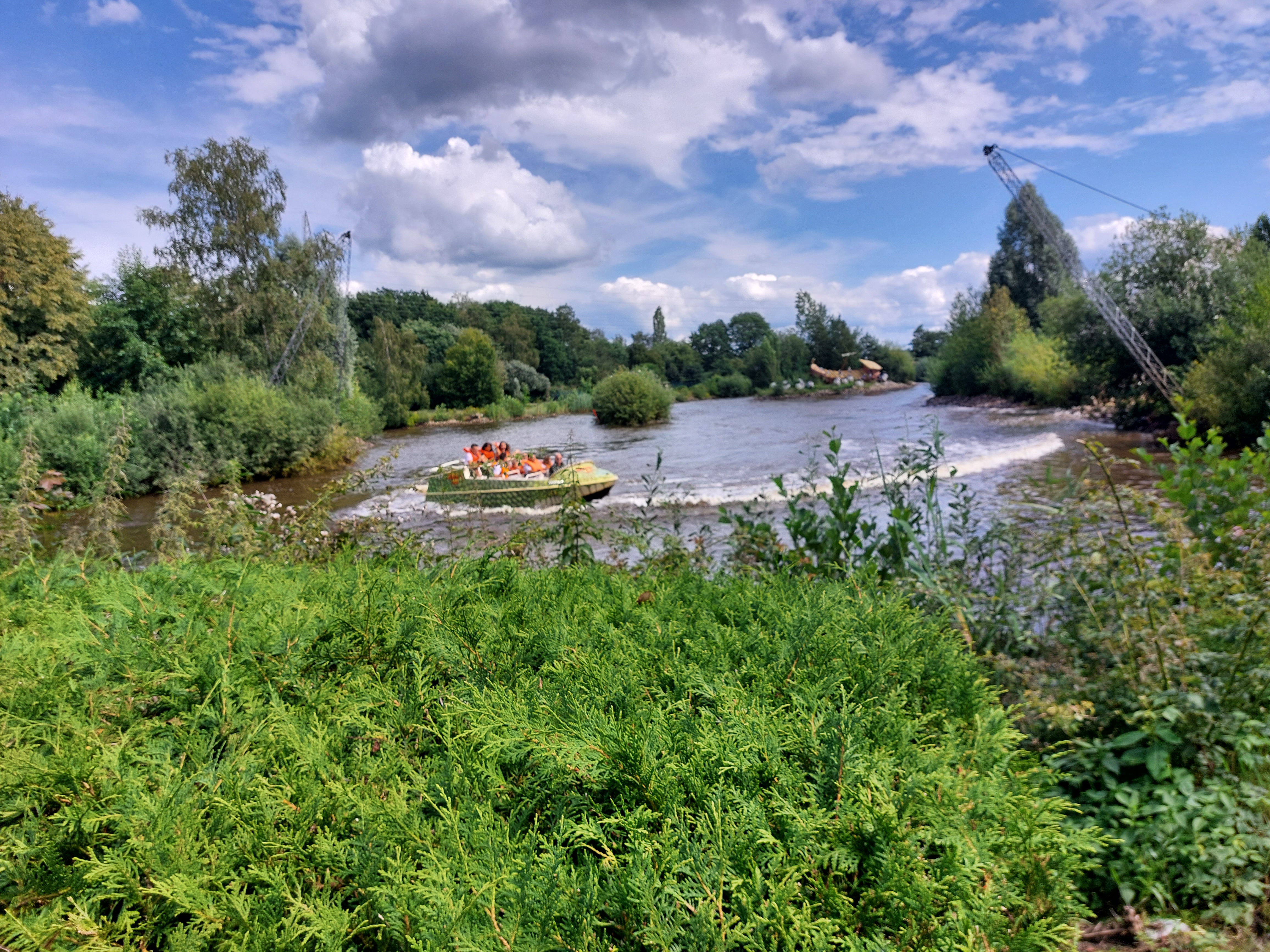
Black Mamba kurz nach der 360-Grad-Drehung
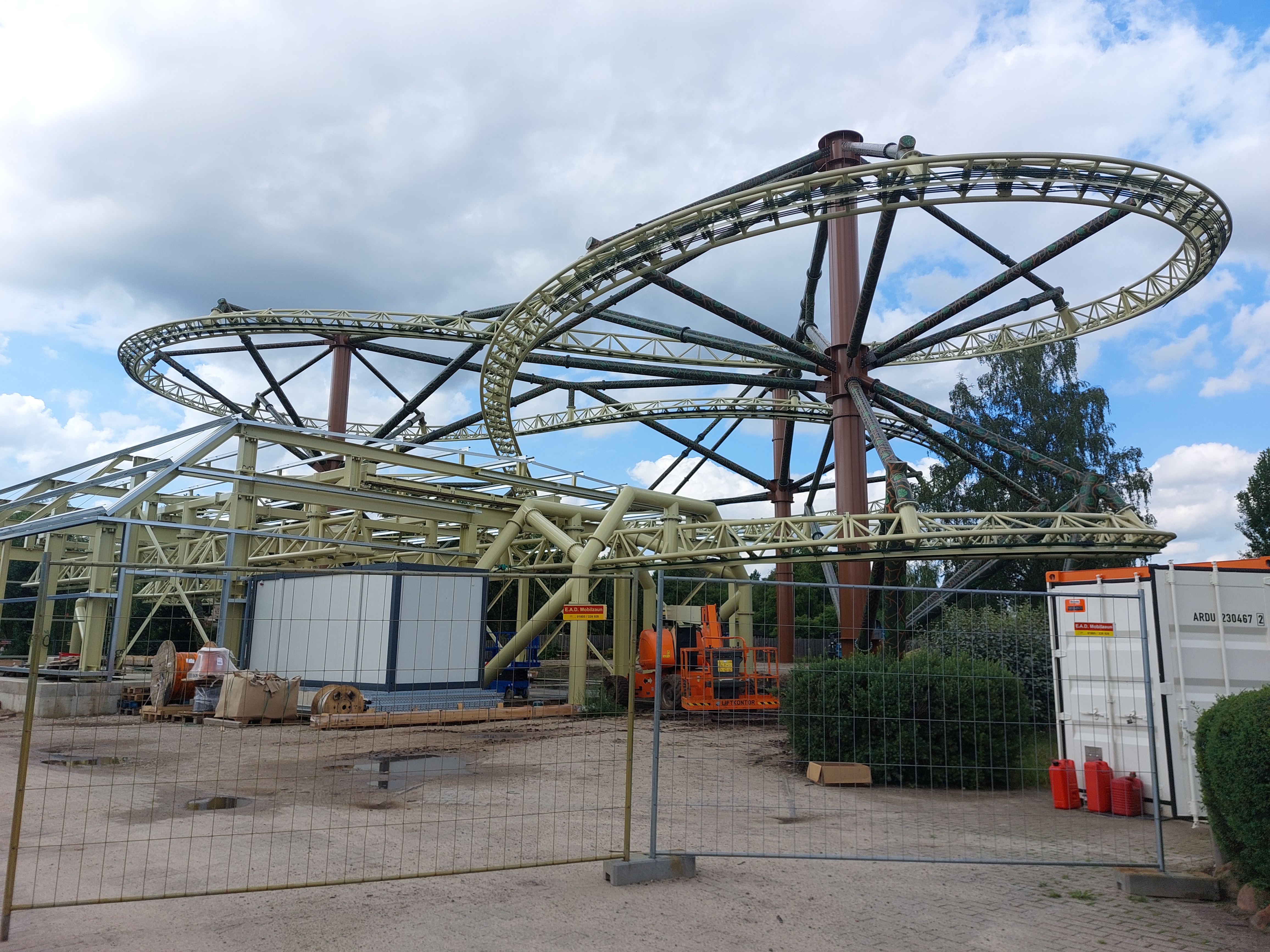
Die Weltneuheit Gozimba im Aufbau
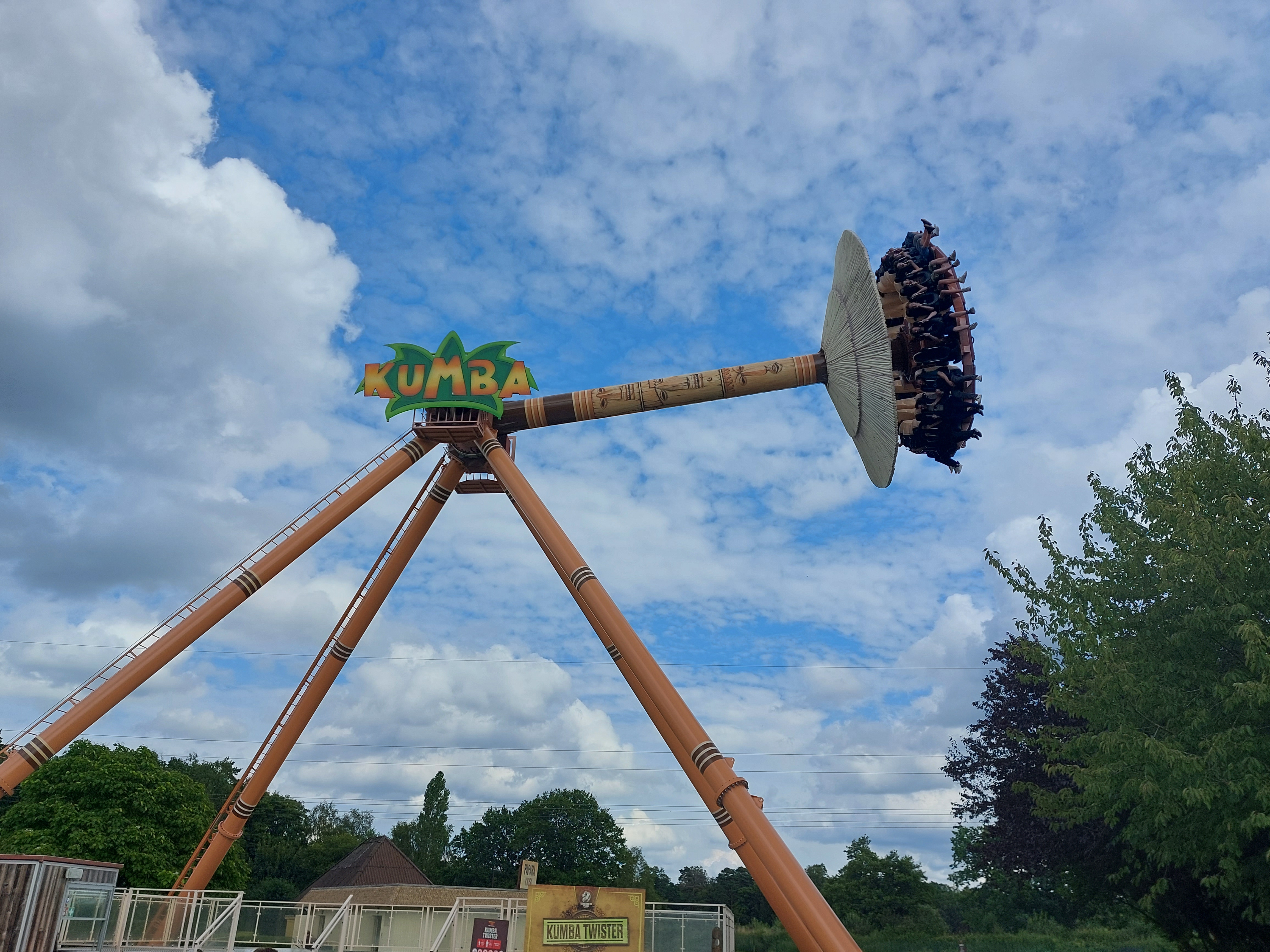
Kumba Twister in Aktion
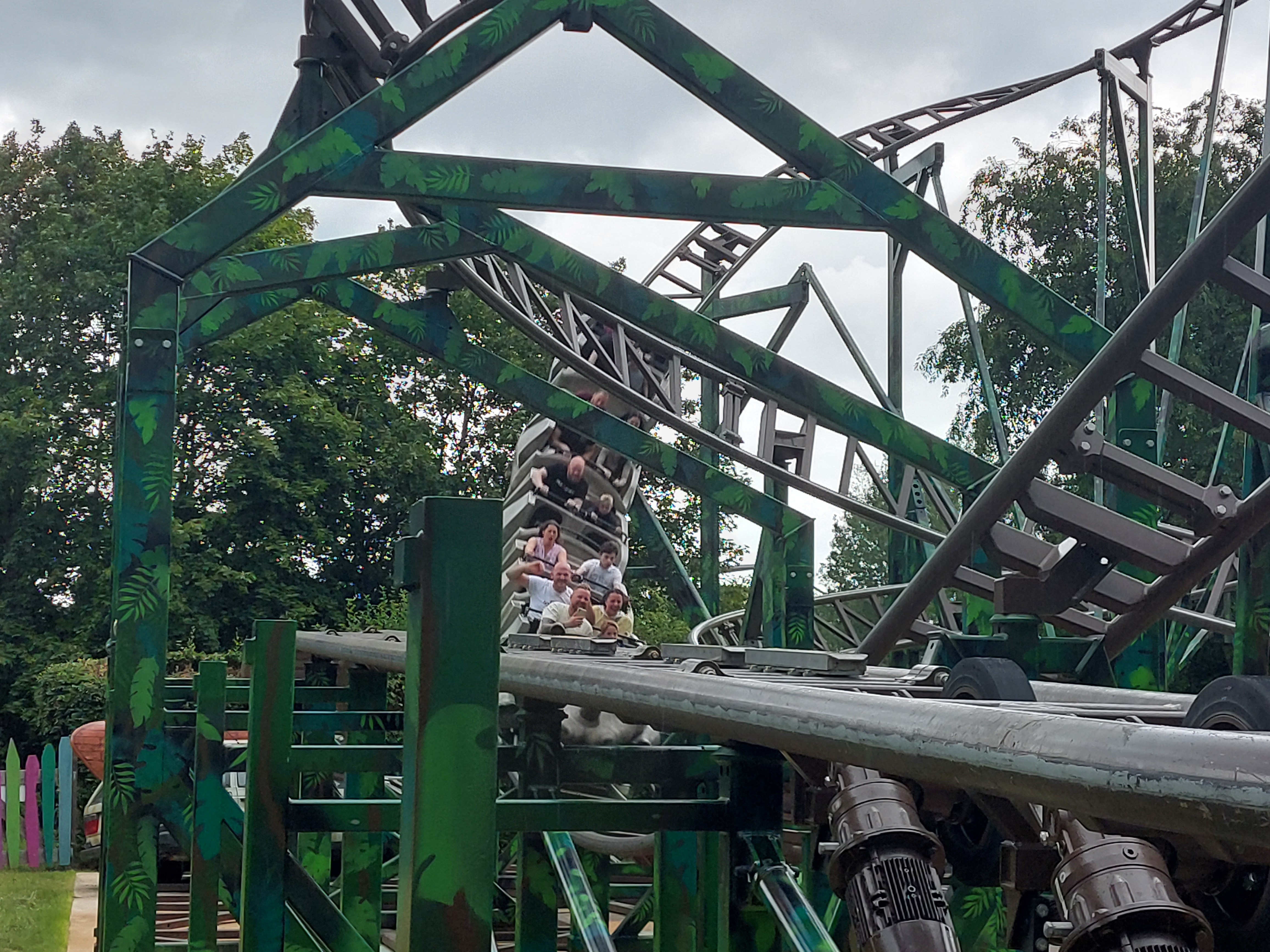
Batukai-Racer
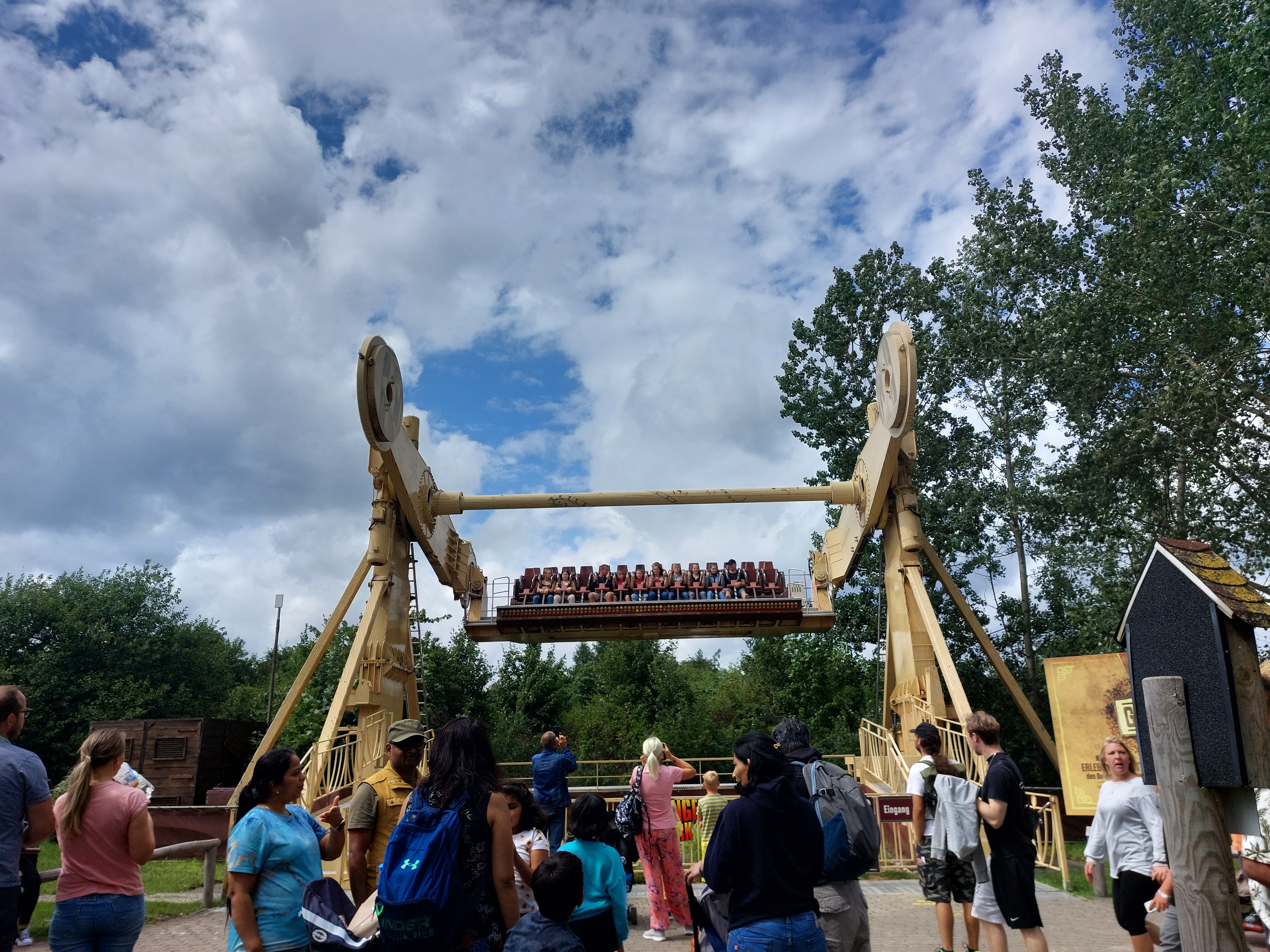
Gantu Top Spin
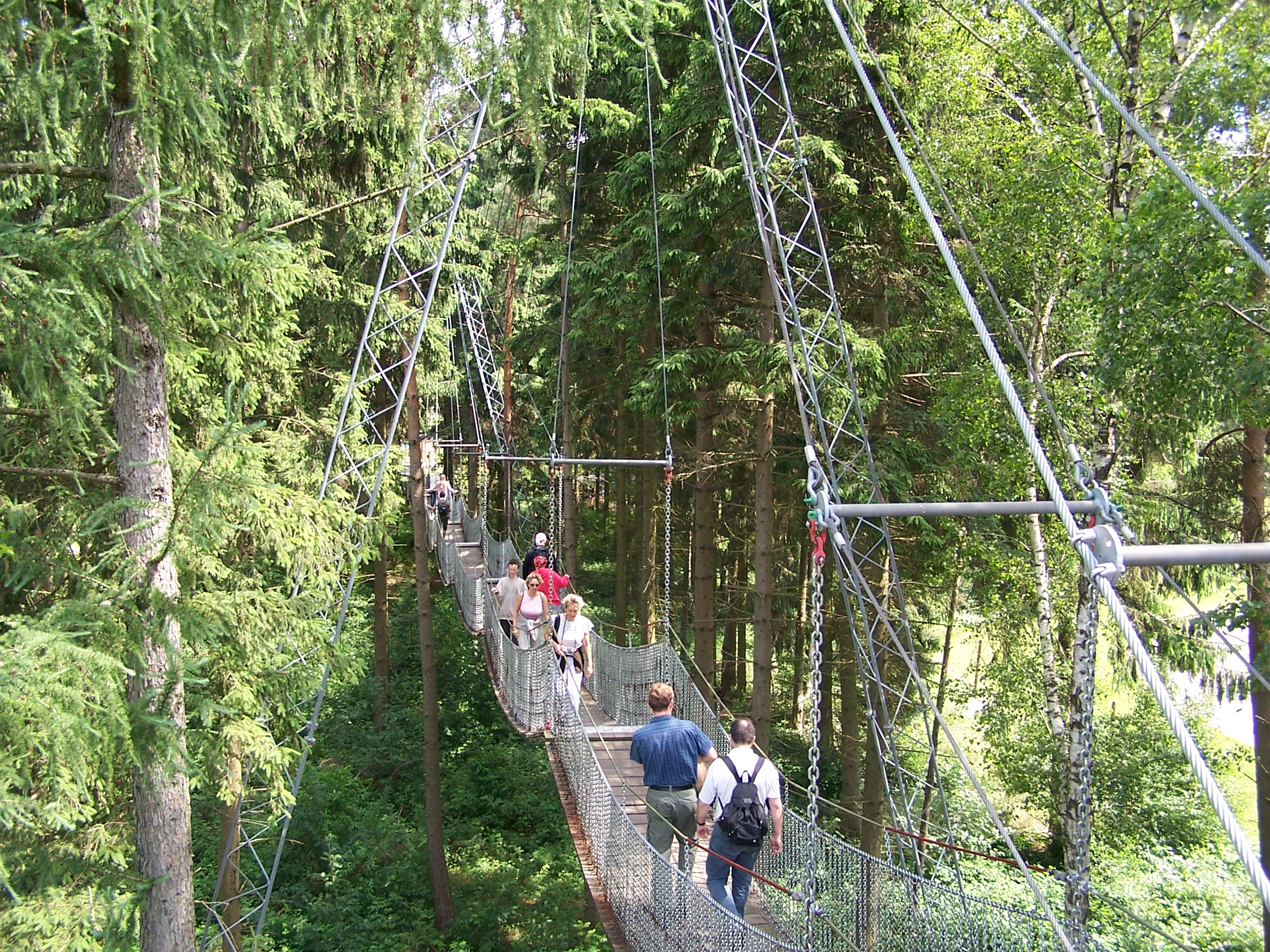
Hängebrücke
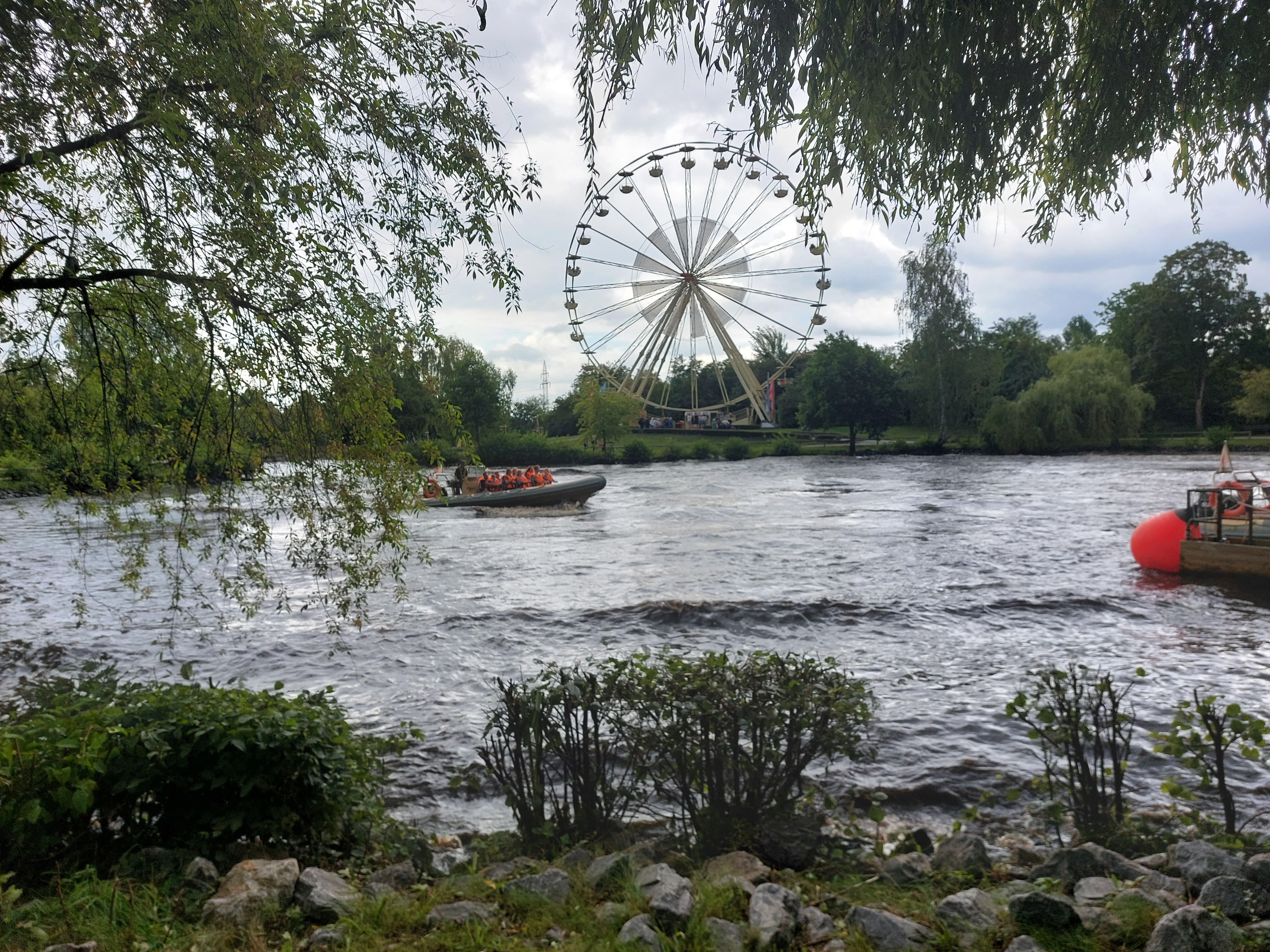
Splash-Safari und im Hintergrund das Riesenrad Puto Moto

## Veranstaltungen
Der Serengeti-Park veranstaltet seit 2018 jährlich im Oktober und November die Halloween-Nights mit Kürbisschnitzen, Kinderschminken, Horror-Häusern und Öffnungszeiten bis 22 Uhr. Im Serengeti-Park findet die Internationale Zoo-Konferenz statt.
| Name der Attraktion     | Art der Attraktion | Thematisierung           | Eröffnet | Abgerissen | Verbleib                           | Ort |
| ----------------------- | ------------------ | ------------------------ | -------- | ---------- | ---------------------------------- | --- |
| Halloween Town          | Indoor Maze        | Spukhaus                 | 2018     | 2020       | Umbau zu „Alice in Halloween Town“ | Zwischen dem „Tembo Elefantenflieger“ und „Jambo Riesenrutsche“.                                                                   |
| Clown Town              | Indoor Maze        | Clown/Zirkus             | 2019     | 2023       | Verschrottet                       | Beim großen Giraffenspielplatz in der nähe vom „Jambo Sita“.                                                                       |
| The Strangers           | Outdoor Maze       | Natur/Wald               | 2018     | -          | -                                  | Nutz das Gelände der „Jurassic Safari“.                                                                                            |
| Alice in Halloween Town | Indoor Maze        | Alice in Wonderland      | 2021     | -          | -                                  | Zwischen dem „Tembo Elefantenflieger“ und „Jambo Riesenrutsche“.                                                                   |
| Ghost Town              | Indoor Maze        | dämonenbesetztes Anwesen | 2021     | -          | -                                  | Zwischen „Woga Woga“ und der „Splash Safari“.                                                                                      |
| Dark Town               | Indoor Maze        | Stockfinsteres Haus      | 2022     | -          | -                                  | Viele Standorte; 2022 neben Motokaa Autoscooter, 2023 direkt hinter dem „Hatari Towers“, 2024 am Ausgang der „Mokora Wasserfahrt“. |
| Doll Town               | Indoor Maze        | Verlassene Puppenfabrik  | 2023     | -          | -                                  | Zwischen den „Hatari Towers“ und der „Okavango Arena“.                                                                             |
| Dreamon                 | Indoor Maze        | Alpträume                | 2024     | -          | -                                  | Direkt hinter den „Hatari-Towers“.                                                                                                 |
| Market of Fear          | Outdoor Maze       | Mittelalter              | 2024     | -          | -                                  | Der Weg Zwischen „Puto Moto“ und der „U-Boot-Safari“.                                                                              |

## Besucherzahlen
| Jahr | Besucher |
| ---- | -------- |
| 2016 | 755.000  |
| 2021 | 656.000  |
| 2023 | 706.000  |

## Vorfälle
Am 4. Mai 2019 wurde ein Tierpfleger von zwei Löwen attackiert, so dass dieser mit schweren Verletzungen ins Krankenhaus geflogen werden musste.
Am 27. August 2019 wurde eine Tierpflegerin leicht verletzt, als der Breitmaulnashorn-Bulle Kusini das Auto angriff, in dem sich die Mitarbeiterin befand. Das Fahrzeug wurde während des Angriffs von dem Tier mehrfach umgeworfen und stark beschädigt.

## Trivia
Für den Ende März 2013 vom deutschen Zoll am Flughafen München beschlagnahmten Weißschulterkapuzineraffen von Justin Bieber wurde im Mai 2013 vom Bundesamt für Naturschutz eine Unterbringung im Serengeti-Park entschieden.

## Auszeichnungen
- Parkscout/Plus-Award 2018 Platz 2; Splash-Safari als bestes neues Fahrgeschäft in Deutschland.[18]
- Parkscout/Plus-Award 2021 Platz 2; Batukai-Racer als beste neue Achterbahn in Deutschland.[19]